# Liste von Angehörigen der Legio VI Ferrata
Die Liste von Angehörigen der Legio VI Ferrata enthält die bekannten Angehörigen der Legio VI Ferrata. Die Liste ist nicht vollständig.

## Erläuterungen
1) Die röm. Vornamen (Praenomen) werden i. d. R. abgekürzt angegeben, dies betrifft die folgenden Praenomen:
| - A. = Aulus - Ap. = Appius | - C. = Gaius - Cn. = Gnaeus | - D. = Decimus - K. = Kaeso | - L. = Lucius - M. = Marcus | - M’. = Manius - Mam. = Mamercus | - N. = Numerius - P. = Publius | - Q. = Quintus - Ser. = Servius | - Sex. = Sextus - Sp. = Spurius | - T. = Titus - Ti. = Tiberius |

2) Die Tabellen sind grundsätzlich nach dem Familiennamen (Gentilname) der Personen (i. d. R. der zweite Name) sortiert. Falls eine Person kein Praenomen hat, ist gewöhnlich der Gentilname der erste Name. Ist bei einer Person weder Praenomen noch Gentilname bekannt, dann ist der Beiname (Cognomen) der relevante Name für die Sortierung. Personen, deren Name gänzlich unbekannt ist, werden in den Tabellen als Ignotus bezeichnet.
3) Ergänzungen bei den Namen sind durch () und [] gekennzeichnet, siehe Leidener Klammersystem.

## Kommandeure
Der Legatus legionis war der Kommandeur einer Legion. Folgende Legati sind bekannt:
| Name                                      | Datierung      | Anmerkung      |
| ----------------------------------------- | -------------- | -------------- |
| Q. Antistius Adventus Postumius Aquilinus | um 155/160     |                |
| C. Bruttius Praesens L. Fulvius Rusticus  | um 114         |                |
| Ti. Cl(audius) Subatianus Proculus        |                | (AE 1911, 107) |
| L. Domitius Apollinaris                   | vor 97         |                |
| M. Flavius Postumus                       | Antoninus Pius |                |
| Q. Glitius Atilius Agricola               | vor 97         |                |
| C. Iulius Proculus                        | vor 109        |                |
| Pacuvius                                  | 19             |                |
| Ignotus                                   | vor 161/169    | (CIL 3, 254)   |
| Ignotus                                   | vor 81/100     | (CIL 14, 3617) |

## Offiziere

### Tribuni
Es gab in einer Legion sechs Tribunen, einen Tribunus laticlavius sowie fünf Tribuni angusticlavii. Folgende Tribuni sind bekannt:
| Name                                    | A / L | Datierung                | Anmerkung                                                                                        |
| --------------------------------------- | ----- | ------------------------ | ------------------------------------------------------------------------------------------------ |
| T. Calestrius Tiro Orbius Speratus      | L     | vor 102                  |                                                                                                  |
| [] [Cap]ito                             | A     | 1/300                    | (AE 2014, 1275)                                                                                  |
| L. Conetanius Proculus                  | A     | 69/117                   | (AE 1950, 190)                                                                                   |
| Q. Cornelius Aquinus                    |       | 68/80                    | (AE 1938, 178)                                                                                   |
| Lucius Iunius Moderatus Columella       | A     | 61/70                    | (CIL 9, 235)                                                                                     |
| Iu(l)ius Severus                        | A     | 1/119                    | (CIL 2, 14165,13)                                                                                |
| C. Novius Rusticus Venuleius Apronianus | L     |                          | (AE 1914, 132, AE 1920, 78, CIL 3, 292, CIL 3, 6814, CIL 3, 6815, JRS-1924-189,10) Tepper S. 263 |
| T. Pontius Sabinus                      | A     |                          |                                                                                                  |
| M. Porcius Aper                         | A     |                          | (CIL 2, 4238)                                                                                    |
| [] Proculus                             | A     | 51/194                   | (AE 1976, 265)                                                                                   |
| C. Sempronius Fidus                     | A     | Anfang 2. Jhd.           |                                                                                                  |
| L. Sergius Paullus                      | L     |                          | (AE 2002, 1457) ist er identisch mit L. Sergius Paullus ??                                       |
| [] Spi[]                                | A     | vor 135/150              | (CIL 9, 5362)                                                                                    |
| T. Statilius Optatus                    | A     | Anfang 2. Jhd.           |                                                                                                  |
| L. Vecilius Modestus                    | A     | 1. Jhd.                  |                                                                                                  |
| Ignotus                                 | A     |                          | (AE 2008, 1528)                                                                                  |
| Ignotus                                 |       |                          | (AE 1908, 214)                                                                                   |
| C. Iulius Demosthenes                   | A     | Ende 1. / Anfang 2. Jhd. | (IGR III 500 col. II 53–55, IGR III 487)                                                         |
|                                         |       |                          |                                                                                                  |

### Praefecti castrorum
Der Praefectus castrorum war der dritthöchste Offizier in einer Legion. Folgende Praefecti sind bekannt:
| Name              | Datierung | Anmerkung                        |
| ----------------- | --------- | -------------------------------- |
| Cl(audius) Potens |           | (AE 1962, 269) Tepper S. 263–264 |

### Centuriones
Ein Centurio befehligte in einer Legion eine Centuria. In einer Legion gab es unter den Centuriones eine festgelegte Rangfolge; der ranghöchste Centurio war der Primus Pilus. Folgende Centuriones sind bekannt:
| Name                   | [ Ce 1 ] | Datierung                | Anmerkung                                                                                                |
| ---------------------- | -------- | ------------------------ | --- |
| P. Aelius Novellus     |          | 101/200                  | (AE 2006, 1478)                                                                                          |
| C. Aelius Rufus        |          | 1/200                    | (AE 1997, 1418)                                                                                          |
| L. Artorius Castus     |          | 2. Jhd.                  | |
| M. Aur(elius) Clemens  |          | vor 183/230              | (CIL 3, 10507)                                                                                           |
| M. Aurelius Iustus     |          | Ende 2. / Anfang 3. Jhd. | er war Centurio entweder in der Legio VI Ferrata oder in der Legio VI Victrix                            |
| Autus/Autius           |          |                          | (SCI-2019-123) Tepper S. 262–263 Eck S. 123                                                              |
| Caecil(ius) Ter()      |          |                          | (SCI-2019-122) Tepper S. 262–263 Eck S. 122                                                              |
| C. Caesius Silvester   |          | vor 141                  | |
| L. Cassius Maximus     |          | 90/96                    | (AE 2001, 1593, AE 2003, 1305)                                                                           |
| Celesticus             |          | 51/100                   | (IGLS-17-01, 00207, IGLS-17-01, 00208) centurio leg(ionis) III Gall(icae) IIII Scy(thicae) VI Ferr(atae) |
| T. Flavius Marcia[nus] | HA       |                          | (AE 1909, 132)                                                                                           |
| Gaianus (Γαιανὸς)      |          |                          | (SEG 56 1899) Tepper S. 262–263                                                                          |
| Q. Geminius Sabinus    |          | Ende 1. Jhd.             | |
| C. Iulius Bruttianus   |          |                          | (CIL 10, 1773)                                                                                           |
| Iulius Isidorianus     | PP       | 218                      | (ZPE-198-213) Eck S. 215–216 Eck S. 120–122                                                              |
| Cn. Iulius Rufus       |          | zwischen 110 und 117     | |
| C. Manilius O[]        | PP       | 151/200                  | (CIL 11, 2704) Brian Dobson Vol. 2, Nr. 293, S. 194–195                                                  |
| Mevius Romanus         |          | 212/215                  | (AE 1966, 495)                                                                                           |
| C. Mucius Scaeva       | PP       | 151/200                  | (AE 1934, 61) Brian Dobson Vol. 2, Nr. 311, S. 214–215                                                   |
| P. Mucius              |          | 151/200                  | (AE 1934, 61)                                                                                            |
| [P]ompeius [T]ullus    |          |                          | (AE 1948, 146) Tepper S. 263–264                                                                         |
| M. Pulfennus           |          | 41/50                    | (CIL 9, 5362)                                                                                            |
| C. Val(erius) Maximus  |          | vor 151/300              | (CIL 3, 3683)                                                                                            |
| Ignotus                |          | 51/100                   | (AE 1947, +00172)                                                                                        |
| Ignotus                | PP       | 109/117                  | (CIL 11, 2112)                                                                                           |
| Ignotus                | PP       | 1/200                    | (AE 1997, 1418)                                                                                          |
| Ignotus                |          | 101/200                  | (InscrAqu-02, 02745)                                                                                     |

1. ↑  HA: Hastatus, PP: Primus Pilus.

## Soldaten
| Name                      |  | Datierung         | Anmerkung                                                                                |
| ------------------------- |  | ----------------- | ---------------------------------------------------------------------------------------- |
| Aemiliu[s]                |  |                   | (AE 2001, 1967) Tepper S. 263 Eck S. 122                                                 |
| T. Aurelius Apis          |  | 2. Hälfte 2. Jhd. | Tepper S. 260–261                                                                        |
| [Ti. Clau]dius Hellanicus |  |                   | (CIL 10, 532) translatus ex legione VI Ferrata                                           |
| Cn. Fulvius [C]apratinus  |  |                   | (CIL 2, 4154) probatus in legione VI Ferrata translato frumentario in legione VII Gemina |
| Iul(ius) Maxim(us)        |  |                   | (SCI-2019-122) Tepper S. 262–263, ein Bäcker; Eck S. 122                                 |
| Lic() Priscus             |  |                   | (SCI-2019-123) Tepper S. 262–263, ein Bäcker; Eck S. 123                                 |
| Ignotus                   |  |                   | (CIL 10, 5959)                                                                           |
| Ignotus                   |  |                   | (CIIP-04-02, 03839) Tepper S. 263–264                                                    |
| Ignotus                   |  |                   | (CIIP-02, 01244) Tepper S. 264                                                           |

## Veteranen
| Name                            |  | Datierung | Anmerkung                                                                            |
| ------------------------------- |  | --------- | ------------------------------------------------------------------------------------ |
| Publius Alfius (Πόπλιος Ἄλφιος) |  | 14/37     | Adak S. 135–136                                                                      |
| L. Domitius Valerianus          |  | vor 208   | (CIL 6, 210) Eck S. 216 lectus […] ex legione VI Ferrata […] missus honesta missione |